# Ларионов, Игорь Николаевич

Автограф

И́горь Никола́евич Ларио́нов (род. 3 декабря 1960, Воскресенск, Московская область) — советский и российский хоккеист, тренер. Играл на позиции центрального нападающего. Заслуженный мастер спорта СССР (1982). Главный тренер СКА.
В 1980-е годы играл на позиции центрфорварда в составе пятёрки, в которую также входили защитники Вячеслав Фетисов и Алексей Касатонов и нападающие Сергей Макаров и Владимир Крутов и которая была лидирующим звеном ЦСКА и сборной СССР. После отъезда в НХЛ Ларионов выступал в клубах «Ванкувер Кэнакс», «Сан-Хосе Шаркс», «Детройт Ред Уингз» и «Нью Джерси Девилз». В составе «Детройта» трижды побеждал в Кубке Стэнли.
Один из нескольких хоккеистов в мире (наряду с Вячеславом Фетисовым, Сидни Кросби, Джонатаном Тэйвзом, Патрисом Бержероном, Кори Перри и Скоттом Нидермайером), кому удалось выиграть основные титулы мирового хоккея: Олимпиаду, чемпионаты мира среди взрослых и юниоров, Кубок Канады или мира, Кубок Стэнли.

## Карьера

### Советский период
Ларионов родился в Воскресенске и с детства занимался хоккеем. В 17 лет он дебютировал в чемпионате СССР в составе воскресенского «Химика». После трёх сезонов в «Химике» Ларионов был переведён в ЦСКА, который под руководством Виктора Тихонова с конца 1970-х годов был бессменным чемпионом страны и базовым клубом сборной.
В ЦСКА Ларионов постоянно играл в звене с Сергеем Макаровым и Владимиром Крутовым. Вместе с защитниками Вячеславом Фетисовым и Алексеем Касатоновым они образовали пятёрку Ларионова, которая в 1980-х годах была основой ЦСКА и сборной СССР. Всего в чемпионатах СССР Ларионов провёл 457 матчей и забросил 204 шайбы.

### НХЛ
Ларионов стал одним из первых советских хоккеистов, в конце 1980-х годов уехавших играть в НХЛ. Разрешения на отъезд Ларионов добился после публикации в «Огоньке» скандального открытого письма Виктору Тихонову. Первым клубом Ларионова стал «Ванкувер Кэнакс», ещё в 1985 году задрафтовавший хоккеиста. Ларионов прибыл в Ванкувер вместе с Крутовым и в отличие от последнего, отыгравшего в НХЛ только один год, адаптировался к жизни в Северной Америке и провёл в Ванкувере три результативных сезона, дважды вместе с командой выйдя в плей-офф. В сезоне 1991/92 партнёром Ларионова по звену стал молодой Павел Буре, которого опытный соотечественник взял под опеку, помогая обустроиться за границей.
В 1992 году Ларионов покинул Канаду. Своё решение он объяснял конфликтной ситуацией с «Совинтерспортом», забиравшим себе половину заработка российских энхаэловцев. Отдыхая в Швейцарии в гостях у Андрея Хомутова, получил приглашение от швейцарского «Лугано», которое он вскоре принял.
К началу сезона 1993/94 Ларионов вернулся в НХЛ — в октябре 1992 «Кэнакс» уступили права на него «Сан-Хосе Шаркс». Контракт с клубом заключил по схеме «2+1». В Сан-Хосе партнёром Ларионова стал Сергей Макаров. Связка советских ветеранов позволила команде-аутсайдеру выйти в плей-офф и в первом раунде обыграть фаворитов из «Детройт Ред Уингз».
В начале сезона 1995/96 «Сан-Хосе» обменял Ларионова в «Детройт». В «Детройте» хоккеист воссоединился с Фетисовым, там же играли и три более молодых соотечественника — Владимир Константинов, Вячеслав Козлов и Сергей Фёдоров. Тренер Скотти Боумэн придумал выпускать русских игроков в составе одной пятёрки, и получившаяся «Русская пятёрка» отличалась от других звеньев «Детройта» культурой паса и поставленной комбинационной игрой. В том же сезоне «Детройт» выиграл регулярный чемпионат с 62 победами, а в следующем — Кубок Стэнли. «Русская пятёрка» прекратила существование, когда автомобильная авария поставила крест на карьере Константинова. В следующем сезоне «Детройт» повторно выиграл Кубок Стэнли.
В 2000 году после истечения соглашения с «Детройтом» Ларионов подписал контракт с «Флоридой», где его партнёром снова стал Павел Буре, но это решение оказалось неудачным, и уже по ходу сезона он был обменян в «Детройт». Там Ларионов отыграл ещё два с половиной сезона.
В третьем матче финала Кубка Стэнли 2002 года против «Каролины Харрикейнз» при счёте 1-1 в серии Ларионов забил шайбу в ворота Артура Ирбе в третьем овертайме на 115-й минуте игры, которая, по признанию многих, предопределила итоговую победу «Уингз». Сам Ларионов называл эту шайбу одной из важнейших в карьере. Оставшиеся два матча «Детройт» выиграл 3:0 и 3:1. Ларионов в пяти матчах финальной серии забросил три шайбы.
Последним клубом в энхаэловской карьере Ларионова стал «Нью-Джерси Девилз». Сезон 2003/04 стал для него самым неудачным: он забил только одну шайбу в 49 играх регулярного чемпионата. 13 декабря 2004 года Ларионов провёл в Москве прощальный матч.
В 2008 году введён в Зал славы ИИХФ и в Зал хоккейной славы НХЛ в Торонто.

## После окончания карьеры
С лета 2008 года по лето 2009 года — директор по спортивным операциям ХК СКА (Санкт-Петербург).
После окончания карьеры занимался агентской деятельностью. Среди клиентов Ларионова — Андрей Локтионов, Тайлер Сегин, Наиль Якупов — первый номер драфта НХЛ-2012, Алекс Гальченюк, Артём Сергеев, Илья Самсонов.
В феврале 2018 года — комментатор хоккейных трансляций на зимних Олимпийских играх в Пхёнчхане на «Первом канале» в паре с Александром Кузмаком.
5 июня 2020 года Игорь Ларионов был назначен главным тренером молодёжной сборной России, в тренерском штабе которой работал с 2019 года.
В сезоне 2020/21 Ларионов дважды исполнял обязанности главного тренера сборной России на этапах Евротура в Финляндии и Швеции.
С 2022 по 2025 годы – был главным тренером команды «Торпедо».
Со 2 июня 2025 года является главным тренером команды «СКА».

## Личная жизнь
Жена Игоря Ларионова — фигуристка Елена Батанова. У них две дочери — Алёна и Дайана и сын Игорь, хоккеист.
Коллекционер вина и винодел. Имеет сеть своих ресторанов в Москве — Larionov Grill & Bar.

## Достижения
- Двукратный олимпийский чемпион (1984, 1988), бронзовый призёр ЗОИ-2002.
- 4-кратный чемпион мира (1982, 1983, 1986, 1989). Второй призёр ЧМ 1987, третий призёр ЧМ 1985.
- 6-кратный чемпион Европы (1982, 1983, 1985-87, 1989).
- Обладатель Кубка Канады 1981. Финалист Кубка Канады 1987, участник Кубка Канады 1984. Участник Кубка мира 1996 (5 матчей).
- 8-кратный чемпион СССР (1982-89).
- 3-кратный обладатель Кубка Стэнли (1997, 1998, 2002).
- с 7 июня 1997 года — член Тройного золотого клуба.
- Участник Матча всех звёзд НХЛ 1998.
- На Олимпийских играх и чемпионатах мира — 77 матчей, 30 голов. В турнирах Кубка Канады — 21 матч, 6 голов.

## Награды
- Орден Трудового Красного Знамени (1988)
- Орден Дружбы (2004)
- Орден «Знак Почёта» (1982)
- Орден Почёта (2011)

## Статистика
| Легенда | Легенда                    | Легенда | Легенда                   | Легенда | Легенда    |
| ------- | -------------------------- | ------- | ------------------------- | ------- | ---------- |
| И       | Количество проведённых игр | Штр     | Штрафное время            | +/−     | Плюс-минус |
| Г       | Голы                       | П       | Голевые передачи          | О       | Очки       |
| -       | Статистика неизвестна      | —       | Статистика не учитывалась |         |            |

### Тренерская карьера
| Команда               | Турнир-сезон | Регулярный сезон/Групповой этап | Регулярный сезон/Групповой этап | Регулярный сезон/Групповой этап | Регулярный сезон/Групповой этап | Регулярный сезон/Групповой этап | Регулярный сезон/Групповой этап | Регулярный сезон/Групповой этап | Регулярный сезон/Групповой этап | Плей-офф | Плей-офф | Плей-офф  |
| Команда               | Турнир-сезон | И                               | В                               | ВО/ВБ                           | Н                               | ПО/ПБ                           | П                               | О                               | Результат                       | В        | П        | Результат |
| --------------------- | ------------ | ------------------------------- | ------------------------------- | ------------------------------- | ------------------------------- | ------------------------------- | ------------------------------- | ------------------------------- | ------------------------------- | -------- | -------- | --------- |
| Сборная России (мол.) | МЧМ 2021     | 4                               | 2                               | 1                               | -                               | 0                               | 1                               | 8                               | 2-е место в группе              | 1        | 2        | 4-е место |

## В кинематографе
| Название | Страна | Год  | Режиссёр     | В роли Ларионова | Примечания |
| -------- | ------ | ---- | ------------ | ---------------- | ---------- |
| Слава    | Россия | 2014 | Антон Азаров | Сергей Потапов   | телесериал |